# Megachile pyrrotricha
Megachile pyrrotricha är en biart som beskrevs av Cockerell 1913. Megachile pyrrotricha ingår i släktet tapetserarbin, och familjen buksamlarbin. Inga underarter finns listade i Catalogue of Life.